# Kangru (Põhja-Pärnumaa)
Kangru es una localidad del municipio de Põhja-Pärnumaa en el condado de Pärnu, Estonia, con una población censada a final del año 2011 de 13 habitantes. 
Se encuentra ubicada al noreste del condado, a poca distancia del río Pärnu y de la frontera con el condado de Rapla.